# Hayesiana triopus
Hayesiana triopus är en fjärilsart som beskrevs av John Obadiah Westwood 1848. Hayesiana triopus ingår i släktet Hayesiana och familjen svärmare. Inga underarter finns listade i Catalogue of Life.